# Tomas Forssell
Ernst Gustaf Tomas Forssell, född 8 augusti 1951 i Adolf Fredriks församling i Stockholm, är en svensk musiker och skådespelare. 

## Biografi
Tomas Forssell växte upp i Eksjö. Han är son till författaren Sven Forssell och Ann-Sofie, född Julin, samt halvbror till skådespelaren Johannes Brost. 
Han utbildade sig vid Skara Skolscen och därefter hos Marcel Marceau i Paris. Han har varit verksam vid bland annat Dalateatern, Folkteatern i Gävle, Byteatern och Teater Halland.
Tomas Forssell tillhörde på 1970-talet proggrörelsen och var medlem i rockgruppen Nynningen från Göteborg. I slutet av 1970-talet bildade han Skottes Musikorkester (som sedermera blev Skottes Musikteater) tillsammans med Ted Ström och Tommy Skotte. Senare har han gjort sig känd genom den Grammisbelönade barnmusikgruppen Häjkån Bäjkån band. Förutom tre skivor med Nynningen och åtta skivor med Häjkån Bäjkån har han gjort två egna soloskivor, Ingenting står stilla och Nya tider.
Under tjugo år har Tomas Forssell arbetat som producent och medarbetare vid Sveriges Radio. Fram till 2005 stod han för över 1 500 egna barnradioprogram.
Sedan 2006 ansvarar Tomas Forssell för utbildningen på Ölands Musikteaterskola, en tvåårig förberedande utbildning för scenkonst vid Ölands Folkhögskola.
Tomas Forssell är sedan 1982 gift med Agneta Andersson (född 1953). Han är far till Gry Forssell.

## Utmärkelser
- 1991: Grammis för bästa svenska barnskiva[3]
- 1998: Prix Nordica för bästa journalistiska barnradioproduktion[3]

## Diskografi
- 1972 - Man mognar med åren (Nynningen, MNW)
- 1972 - Kåklåtar med Convaljen, Pelle, Christina, Jojje (MNW)
- 1973 - För full hals (Nynningen, MNW)
- 1974 - 1974 (Nynningen, MNW)
- 1975 - Mögel (Thomas Wiehe, Silence Records)
- 1977 - Ingenting står stilla (Manifest)
- 1977 - Kärva lägen (Ted Ström, Manifest)
- 1980 - Anti-kärnkraftverk (Skottes Musikorkester, Källan, 7”)
- 1980 - Nya tider (Avanti)
- 1986 - Lillebrors låtar (Jujja och Tomas Wieslander, Vardagsgruppen)
- 1989 - Häjkån Bäjkån
- 1990 - Häjkån, mera bäjkån
- 1991 - Bäjkån och Bällman
- 1993 - Är du så barnslig, eller?
- 1994 - Dunder och vagabonder
- 1997 - I Indialand
- 2005 - Balla Balla
- 2006 - Himla bra

## Filmografi
- 1982 – Målaren